# Gaiteros del Zulia BBC
El Gaiteros del Zulia BBC és un club veneçolà de basquetbol de la ciutat de Maracaibo. Ha guanyat quatre cops la lliga nacional.

## Palmarès
- Lliga veneçolana de bàsquet: 
  - 1984, 1985, 1996, 2001